# Athetis ochreipuncta
Athetis ochreipuncta là một loài bướm đêm trong họ Noctuidae.